# Timea lophastrea
Timea lophastrea är en svampdjursart som beskrevs av Jörn Hentschel 1909. Timea lophastrea ingår i släktet Timea och familjen Timeidae.
Artens utbredningsområde är havet kring Australien. Inga underarter finns listade i Catalogue of Life.